# サムワン・グレート -輝く人に-
『サムワン・グレート 〜輝く人に〜』（原題:Someone Great）は2019年に配信されたアメリカ合衆国のロマンティック・コメディ映画である。監督はジェニファー・ケイティン・ロビンソン、主演はジーナ・ロドリゲスが務めた。なお、本作はロビンソンの映画監督デビュー作となった。

## 概略
音楽ジャーナリストのジェニー・ヤングは『ローリング・ストーン』の記者に採用され、長年の悲願を叶えることができた。ところが、ほどなくして、ジェニーは9年間交際してきた恋人のネイトから別れを切り出されてしまい、鬱状態に陥ってしまった。同じ頃、ジェニーの親友であるエリンとブレアも恋愛に関する悩みを抱えていた。それを知ったジェニーは2人を誘ってコンサートに行くことにした。
コンサート終了後、3人はパーティーに繰り出したが、ジェニーの気分は晴れることがなかった。やがて、自分が何を望んでいるのかを自覚したジェニーは「全てを終わらせる」ためにとある場所へと向かうのだった。

## キャスト
※括弧内は日本語吹替
- ジェニー・ヤング - ジーナ・ロドリゲス（岡純子）
- ブレア・ヘルムズ - ブリタニー・スノウ（園崎未恵）
- エリン・ケネディ - ディワンダ・ワイズ（種市桃子）
- ネイト・デイヴィス - ラキース・スタンフィールド（大泊貴揮）
- マット・ラッシャー - ピーター・ヴァック
- リア - レベッカ・ナオミ・ジョーンズ
- ウィル - アレックス・モファット
- ハイプ - ルポール（家中宏）
- ハンナ・デイヴィス - ロザリオ・ドーソン
- シンシア - ミシェル・ブトー
- マイキー - ジャブーキー・ヤング＝ホワイト（村上聡）
- ガス - ベン・サイデル
- ポール - ジョー・ロシセロ
- クエストラブ - 本人
- ジェシー・レイエス - 本人

## 製作
2018年2月26日、ジーナ・ロドリゲスが本作の出演契約にサインしたと報じられた。3月27日、ブリタニー・スノウとディワンダ・ワイズがキャスト入りした。30日、ラキース・スタンフィールドに本作への出演オファーが出ているとの報道があった。4月2日、本作の主要撮影が始まった。
2019年3月6日、本作のオフィシャル・トレイラーが公開された。

## 評価
本作は批評家から好意的に評価されている。映画批評集積サイトのRotten Tomatoesには44件のレビューがあり、批評家支持率は84%、平均点は10点満点で6.12点となっている。サイト側による批評家の見解の要約は「『サムワン・グレート 〜輝く人に〜』はオリジナリティが欠落している。しかし、主演3人が織りなす素晴らしいケミストリーのお陰で魅力が生まれ、観客が共感できるものに仕上がっている。その結果、欠点も相殺されている。」となっている。また、Metacriticには14件のレビューがあり、加重平均値は63/100となっている。